# 芥川澄夫
芥川澄夫（あくたがわ すみお、1948年1月30日 - ）は、愛媛県西条市出身の日本の歌手であり音楽プロデューサー。

## 経歴・人物
愛媛県立西条高等学校卒業後、歌手を志し作曲家の安部芳明に弟子入りする。その師匠から渡辺プロダクションに紹介され、渡辺プロ入り。当時渡辺プロが経営していたライブハウス（銀座ケネディハウスの前身）にて辺見マリ、平山美紀、じゅん&ネネら歌手志望の若者たちと共にステージに立ち修業していった。
1968年末、渡辺プロの意向でスクールメイツにいた山室英美子とデュオを組むことを言い渡された。それがトワ・エ・モワとなり、ボーカルおよびギターを務める。力強さと気品のあるハスキーな歌声で、多くのヒット曲を世に送り出した。
1973年6月のトワ・エ・モワ解散後は、トワ・エ・モワ・ファミリーという新ユニットで活動した。後に東芝EMIに入り、レコーディング・ディレクターを経て、1984年「FUN HOUSE（ファンハウス）」の設立に参加する。
ファンハウスでは岡村孝子、杉田二郎、陣内大蔵等のプロデュースを手掛けた。
1997年にトワ・エ・モワの再結成。1998年からフリーの音楽プロデューサーとして活動し、「芥川澄夫ミュージックハウス」を主宰しボイストレーニング等の新人育成にも力を入れている。